# Paese
Paese és un municipi italià de la província de Treviso (regió del Vèneto). L'any 2018 tenia 21.992 habitants. La seva existència es remunta a la prehistòria.